# Bitwa pod Rakvere (1603)
Bitwa pod Rakvere (w literaturze polskiej również bitwa pod Rakibor) – starcie, które miało miejsce 5 marca 1603 podczas wojny polsko-szwedzkiej 1600-1611.
Starosta żmudzki Jan Karol Chodkiewicz zostawił część sił pod Dorpatem i ruszył 2 marca wraz z 4 chorągwiami jazdy (300 żołnierzy) na pomoc zagrożonej załodze Rakvere. Na miejscu dołączyło do niego 500 żołnierzy z załogi. Na północ od Rakvere 5 marca Litwini natknęli się niespodziewanie na straż przednią armii szwedzkiej liczącą 1000 żołnierzy. Szwedami dowodził pułkownik Krister Somme. Gdy husaria ruszyła do szarży, rajtarzy uciekli, zostawiając osamotnioną chłopską piechotę.
W czasie, gdy husaria wycinała piechurów, wrócili rajtarzy wzmocnieni przez idący za awangardą oddział służby ziemskiej. Gdy husaria zostawiła piechotę i ruszyła na rajtarów, ci znów uciekli. Wkrótce pojawiły się idące z Rewla główne siły szwedzkie dowodzone przez pułkownika Andersa Lennartssona. Na ich widok husaria wstrzymała pościg, czekając na nadejście piechoty. Ta jednak długo nie nadchodziła i Chodkiewicz, widząc znaczną przewagę liczebną nieprzyjaciela, wycofał się. Lennartsson także obawiał się zaatakować i zdecydował się na odwrót. W bitwie Litwini stracili tylko jednego żołnierza zabitego i dwóch rannych. Pobici Szwedzi stracili 70 zaciężnych Niemców i 100 chłopów estońskich. Zwycięstwo pod Rakvere przyspieszyło kapitulację szwedzkiej załogi Dorpatu (13 kwietnia 1603).